# فيل بيلي
فيل بيلي (بالإنجليزية: Phil Bailey)‏ هو لاعب دوري الرغبي أسترالي، ولد في 25 مايو 1980 في إينفيريل في أستراليا.